# Humdrum (Lied)
Humdrum ist ein Lied des britischen Pop-Rock-Musikers Peter Gabriel aus dem Jahre 1977. Es erschien auf seinem ersten Soloalbum Peter Gabriel (Car).

## Inhalt
Humdrum (Eintönigkeit) handelt vom Versuch, ins Unbekannte zu fliehen. In dem kryptischen Text geht es auch um Abschied, Sehnsucht und Betrachtungen über das Leben:

„Aus der Frau kommt der Mann.

Verbringt den Rest des Lebens damit, dorthin zurückzukehren, wann er kann“

## Rezeption
Stephen Thomas Erlewine von AllMusic ordnet das Lied als Cocktail-Jazz ein und hebt die Textzeilen „you've got mecookin'/I'm a hard-boiled egg“ hervor.
Mit Humdrum setzt Gabriel nach Ryan Reed vom Rolling-Stone-Magazin einen Schritt nach vorne und feiert scheinbar die Geburt seiner ersten Tochter. Wie der Rest seines ersten selbstbetitelten Albums ist Humdrum ein schwindelerregendes Sammelsurium, auf dem der frischgebackene Solokünstler Gabriel Klangspaghetti an die Wand wirft, um zu sehen, was hängen bleibt. Er singt in einer schrägen Phrasierung über Wurlitzer-Akkorde, die sich um den Downbeat schlängeln; er schreit über Tango-Rhythmen und romantisches Akkordeon.

## Mitwirkende

### Musiker
- Jozef Chirowski – Keyboards
- Larry Fast – Synthesizer
- Robert Fripp – Klassische Gitarre
- Peter Gabriel – Gesang, Elektrisches Klavier, Piano, Flöte, Harmonium
- Tony Levin – Bassgitarre
- Jimmy Maelen – Kastagnetten
- Allan Schwartzberg – Schlagzeug, Shaker

### Technisches Personal
- Brian Christian – Toningenieur
- Bob Ezrin – Musikproduzent
- Jim Frank – Toningenieur
- Peter Gabriel – Songwriter
- Michael Gibbs – orchestrale Arrangements
- Keith Grant – Toningenieur
- George Graves – Mastering-Ingenieur
- Martin Hall – Autor
- Dave Harris – Toningenieur
- Hipgnosis – Design
- Robert Hrycyna – Toningenieur
- Rod O’Brien – Toningenieur
- Corky Stasiak – Toningenieur